# Johann Jacob Schütz
Johann Jacob Schütz (* 7. September 1640 in Frankfurt am Main; † vermutlich 22. Mai 1690 ebenda) war ein deutscher Jurist, Pietist und evangelischer Kirchenlieddichter.

## Leben und Werk
Schütz war ein Sohn des aus Schwaben stammenden Rechtsgelehrten Jacob Schütz (1587–1654), der als Stadtsyndikus in Frankfurt am Main zu Ansehen gelangt und in das Patriziat der Stadt aufgestiegen war. Johann Jacob Schütz absolvierte das Frankfurter Gymnasium und studierte von 1659 bis 1665 Rechtswissenschaften in Tübingen bei Wolfgang Adam Lauterbach. Mit einer Dissertation zum Thema De falso procuratore wurde er 1665 promoviert, anschließend ließ er sich als Lizentiat beider Rechte und Advokat in seiner Heimatstadt nieder. Er veröffentlichte 1679 nach Lauterbachs Tod eine Sammlung von Vorlesungsmitschriften als Compendium Juris. Das Werk wurde bis in die Mitte des 18. Jahrhunderts vielmals nachgedruckt und galt als Standardwerk in der juristischen Ausbildung und Praxis.
Mit dem seit 1666 als Senior des lutherischen Predigerministeriums amtierenden Philipp Jakob Spener pflegte Schütz eine enge Freundschaft. Spener half dem unter starken Glaubenszweifeln leidenden Schütz zur Gewinnung einer mystischen, an Johann Tauler und Johann Arndt orientierten Frömmigkeit. Schütz unterstützte Speners Programm zur Reform der in Orthodoxie erstarrten lutherischen Kirche und wurde 1670 zum Mitbegründer der Collegia Pietatis, der pietistischen Hauskreise.
1675 verfasste Schütz die Erbauungsschrift Christliches Gedenkbüchlein zur Beförderung eines anfangenden neuen Lebens, worin zur Ablegung der Sünde, Erleuchtung des inneren Menschen und der Vereinigung mit Gott in möglichster Kürze und Einfalt die erste Anregung geschieht. Im Anhang zu dieser Schrift veröffentlichte er fünf Lieder, von denen zwei schon bald in kirchliche Gesangbücher aufgenommen wurden. Das Lied Sei Lob und Ehr dem höchsten Gut, dem Vater aller Güte war über die Jahrhunderte hinweg sehr populär, wurde Grundlage einer gleichnamigen Kantate von Johann Sebastian Bach und ist auch im aktuellen Evangelischen Gesangbuch noch vertreten (Nr. 326). Ein weiteres Erbauungsbuch, die Christlichen Lebensregeln von 1677, stellte neutestamentliche Gebote und Tugenden als Grundlage einer pietistischen Ethik zusammen.
Ab 1676 bildeten sich innerhalb der Frankfurter Gemeinde separatistische Zirkel, denen die spenerschen Reformen nicht weit genug gingen. Schütz schloss sich einer dieser Gruppen an, die unter dem Einfluss von Johanna Eleonora von Merlau stand und sich im Saalhof versammelte, der damals einer adeligen Ganerbschaft gehörte. Seiner juristischen Tätigkeit enthielt er sich mehr und mehr, weil er zu der Auffassung gelangt war, dass ein Advokat sich schwerlich von Sünden fernhalten könne. Sein ererbtes Vermögen erlaubte ihm diesen Verzicht auf berufliche Betätigung.
Seit 1676 verweigerte Schütz die Teilnahme am Abendmahl, das er nicht gemeinsam mit Unwürdigen genießen wollte. Der Rat der Stadt Frankfurt reagierte auf die Sektenbildung zunehmend repressiv, weil er sie als Angriff auf sein Landesherrliches Kirchenregiment ansah. Eleonore von Merlau verließ die Stadt. Nach einer Predigt des Quäkers William Penn, der 1677 an einer Versammlung der Saalhof-Pietisten teilgenommen hatte, erwogen die übrigen Separatisten die Auswanderung nach Amerika. Sie gründeten 1681 die Frankfurter Land-Compagnie und erwarben 25.000 Acres Land in Pennsylvanien. Schütz hatte damit ein Druckmittel gegen den Frankfurter Rat, mit dem er sich gegen weitere Repressionen verwahren konnte, da der Rat die Auswanderung eines so wohlhabenden Bürgers unbedingt vermeiden wollte. Zu einer Auswanderung kam es somit nie; stattdessen stellten die Saalhof-Pietisten ihr Kapital dem nach Amerika ausgewanderten Franz Daniel Pastorius zur Verfügung, der damit 1683 mit 13 Familien von Quäkern und Mennoniten aus Krefeld die erste deutsche Kolonie in Amerika, Germantown, gründete.
1682/83 kam es wegen der Abendmahlsfrage zum Bruch zwischen Schütz und Spener. Schütz verteidigte in einer anonymen Schrift von 1684 (Abdruck eines Discurses über die Frage: Ob die Außerwehlte verpflichtet seyen / sich nothwendig zu einer heutigen grossen Gemeinde und religion insonderheit zu halten) das Recht auf Separation. Er wandte sich nun mehr und mehr den chiliastischen Lehren Johann Wilhelm Petersens zu und unterhielt durch eine ausgedehnte Korrespondenz Kontakte zu Anhängern des mystischen Spiritualismus wie Christian Knorr von Rosenroth, Pierre Poiret, Anna Maria von Schürmann und Maria Sibylla Merian. Einen Versöhnungsversuch von Speners Nachfolger Johann Daniel Arcularius lehnte er ab. Noch auf dem Sterbebett wies er das angebotene Abendmahl zurück, deshalb wurde er nach seinem in der Nacht vom 21. auf den 22. Mai 1690 erfolgten Tod ohne geistliches Zeremoniell des Nachts am 24. Mai begraben.
Schütz war Vorsteher des 1679 gegründeten Armen-, Waisen- und Arbeitshauses. Er war verheiratet und hatte vier Töchter, von denen die jüngste, Maria Katharina, sein Werk fortführte und in Bad Homburg vor der Höhe ein Stift für die bedrängten Glieder Christi gründete. Schütz’ Nachlass befindet sich im Stadtarchiv von Bad Homburg.